# Van Ketwich
Van Ketwich (ook: Van Ketwich Verschuur) is de naam van een uit Bocholt stammend, thans deels Nederlands geslacht waarvan de genealogie is opgenomen in het genealogisch naslagwerk Nederland's Patriciaat. De naam zelf zou naar de stad Kettwig aan de Ruhr verwijzen.

## Geschiedenis
De stamreeks begint met Henrick van Ketwich, die in 1635 en 1651 in Bocholt woonde, en tussen 1637 en 1648 in Bredevoort. In 1836 verkreeg (onder anderen) mr. Jan Dirk van Ketwich Verschuur (1819-1887) naamswijziging tot Van Ketwich Verschuur en hij werd de stamvader van de tak met die naam. (In 1808 was zijn tante Geertruida Hillegonda van Ketwich (1785-1853) getrouwd met mr. Johannes Verschuur (1768-1835).)

### Enkele telgen
- Abraham van Ketwich, keurnoot van de richter te Raalte,
- Isaäk van Ketwich, koopman op de Herengracht te Amsterdam en zoon van Abraham voornoemd,
- Abraham van Ketwich (1743-1809), zoon van Izaäk en samen met zijn neven Gerrit van Ketwich (1755-1794) en Dirk-Jan Voombergh stichters van het bankiers- en handelshuis Ketwich & Voombergh te Amsterdam, later opgegaan in de firma Labouchere, Oyens & Co. Hij was de stichter van het eerste Nederlandse beleggingsfonds.[1]
- Jan Dirk van Ketwich Verschuur (1819-1887), advocaat en procureur (1843-1887), deken der orde van advocaten, lid gemeenteraad en wethouder (1851-1859) van Zwolle
- Herman Derk van Ketwich Verschuur (1846-1910), onder andere raadsheer (1890-1908) en president gerechtshof Leeuwarden (1908-1910) en lid van de gemeenteraad aldaar
- Gerrit Hendrik van Ketwich Verschuur (1848-1883), advocaat en procureur te Zwolle (1880-1883), kantonrechter plaatsvervanger aldaar 1881-1883, lid van de gemeenteraad vanZwolle
- Jan Dirk van Ketwich Verschuur (1877-1940), onder andere buitengewoon gezant en gevolmachtigd minister te Buenos Aires
- Evert van Ketwich Verschuur (1879-1924), lid Eerste Kamer en burgemeester van Groningen
- Henricus Petrus Johannes van Ketwich Verschuur (1905-1996), roepnaam Hans, oud politiek gevangene (1942-1945) in Kamp Vught, kamp Amersfoort en kamp Neuengamme, overlevende  van torpedoaanval op transportschip Cap Arcona (Lubeck mei 1945), directeur-generaal Nederlandse Rode Kruis (1946-1951), gezant Rode kruis in Libanon ( 1951-1952), ondernemer
- Frank Willem van Ketwich Verschuur (1909-1998), burgemeester van Haren
- Jan Dirk van Ketwich Verschuur (1939-1988), burgemeester van Breukelen en Wageningen

Geslachten die opgenomen zijn in het sinds 1910 verschijnende genealogische naslagwerk Nederland's Patriciaat. Lijst volgens opgave van het CBG Centrum voor familiegeschiedenis.
A · B · C · D · E · F · G · H · I · J · K · L · M · N · O · P · Q · R · S · T · U · V · W · Y · Z